# نقص فوسفات الدم المرتبط بالصبغي إكس
نقص فوسفات الدَّم المرتبط بالصبغي إكس (بالإنجليزية: X-linked hypophosphatemia، واختصارًا: XLH) هو شكل من كساح الأطفال (أو تلين العظام) ذو وراثة سائدة مرتبطة بالصبغي الجنسي إكس والذي يختلف عن باقي حالات كساح الأطفال بأن إعاضة فيتامين د لا تشفيه. يمكن أن يسبب تشوهات في العظام بما في ذلك قصر القامة والركبة الفحجاء (تقوس نهاية الساق). ترتبط الإصابة به بطفرة في تسلسل جين بّي إتش إي إكس وتثبيط تالي في البروتين الناتج عن هذا الجين. نسبة انتشار المرض هي حالة من أصل 20 ألف شخص. يمكن علاج تشوهات الساق بجهاز إليزاروف والجراحة العظمية المحوسبة. ويمكن اللجوء إلى العلاج الدوائي أيضاً بما في ذلك هرمون النمو والكالسيتريول والفوسفات.

## الأعراض
أكثر الأعراض شيوعاً للإصابة بنقص فوسفات الدَّم المرتبط بالصبغي إكس هي الأعراض العظمية، بما في ذلك الألم والتشوهات الشكلية والتهاب المفاصل. يسبب أيضاً نقص سمع ومشاكل في الأسنان بما في ذلك الخراجات والعاجٌ بَينَ الكُريَّات وضخامة اللب السني.

## التشخيص
باشر التقييم السريري لكساح الأطفال بتقييم مستويات الكالسيوم والفوسفات والفوسفاتاز القلوي في الدم. قد تكون مستويات الكلس في الكساح الطفلي ناقص الفوسفات ضمن القيم المرجعية أو منخفضة قليلاً، بينما تكون مستويات الفوسفاتاز القلوية أعلى من القيم المرجعية بشكل ملحوظ.
قيّم بعناية مستويات الفوسفات في الدم في السنة الأولى من العمر، لأن مجال التركيز المرجعي عند الرضع (5.0-7.5 ملغ / ديسيلتر) مرتفع مقارنة مع البالغين (2.7-4.5 ملغ / ديسيلتر).
تكون مستويات هرمون الغدد جارات الدرق ضمن المجال المرجعي أو أعلى قليلاً في حين أن مستويات الكالسيتريول منخفضة أو تعادل أقل قيمة طبيعية. والأهم من ذلك أن طرح الفوسفات ضمن البول أعلى من المجال المرجعي.
إعادة الامتصاص الأنبوبية الكلوية للفوسفات في نَقْصُ فوسفات الدَّم المرتبط بالصبغي إكس هي 60% في حين أن النسبة الطبيعية تتجاوز 90% عند تركيز فوسفات بلازمي مماثل. تُحسب نسبة إعادة الامتصاص الأنبوبية الكلوية للفوسفات من خلال المعادلة التالية:
(نسبة تصفية الفوسفات ÷ نسبة تصفية الكرياتينين) × 100

## العلاج
تعويض الفوسفات بالطريق الفموي، والكالسيترول في حالة التقوس الشديد ويمكن إجراء بَضع عظمي لتصحيح شكل الساق. رُخِّص البوروسوماب الذي يتكون من أضداد وحيدة النسيلة عام 2018 بصفته الدواء الوحيد المخصص لهذه الحالة.